# Персей (созвездие)
Персе́й (лат. Perseus) — созвездие северной части неба, названное в честь греческого героя, убившего Горгону Медузу. Оно является одним из 48 созвездий Птолемея и было принято Международным астрономическим союзом как одно из 88 современных созвездий. В нём находится знаменитая переменная звезда Алголь (β Per), а также радиант ежегодного метеорного потока Персеиды.

## Звёзды
Некоторые из звёзд Персея:
- Мирфак (α Per): Ярчайшая звезда этого созвездия, которая также называется Альгениб (это имя используется также и для других звёзд, например, γ Peg). Мирфак (араб. локоть) — это сверхгигант спектрального класса F5 Ib, имеющий звёздную величину 1,79m и удалённый на расстояние 590 световых лет. Мирфак ярче Солнца в 5000 раз и имеет диаметр в 62 раза больше диаметра Солнца.
- Алголь (β Per): Это не самая яркая звезда созвездия, но определённо она — одна из самых знаменитых звёзд. Алголь (от араб. «Аль Гуль», что значит Призрак или Звезда Демона) представляет глаз Горгоны Медузы в созвездии. Эта звезда является представителем целой группы затменных переменных звёзд. Её видимая звёздная величина меняется в интервале от 2,12m до 3,39m с периодом примерно 2,867 дня. Спектральный класс этой звезды — B8 V, расположена она на расстоянии в 93 световых года.
- BD+31°640 — звезда, в окрестностях которой обнаружен нафталин.

## Астеризмы
Голова Горгоны — астеризм, соответствующий части традиционной фигуры созвездия. Неправильной формы четырёхугольник, включающий звёзды β (Алголь), π, ρ и ω.
Сегмент Персея — действительно заметный и хорошо запоминающийся астеризм, представляет собой контур огромного полумесяца, формируемый δ, ψ, α Per (Мирфак), γ, η, τ, ι Per и σ Per, который даже подсвечен отдельной яркой дорожкой Млечного Пути.

## Наблюдение
В средних широтах Северного полушария созвездие видно почти круглый год, кроме мая-июня, когда оно частично скрывается за горизонтом в северной части неба. Лучшее время для наблюдения — ноябрь-декабрь, когда созвездие кульминирует в области зенита в южных районах бывшего СССР и России и на юге Центральной России.

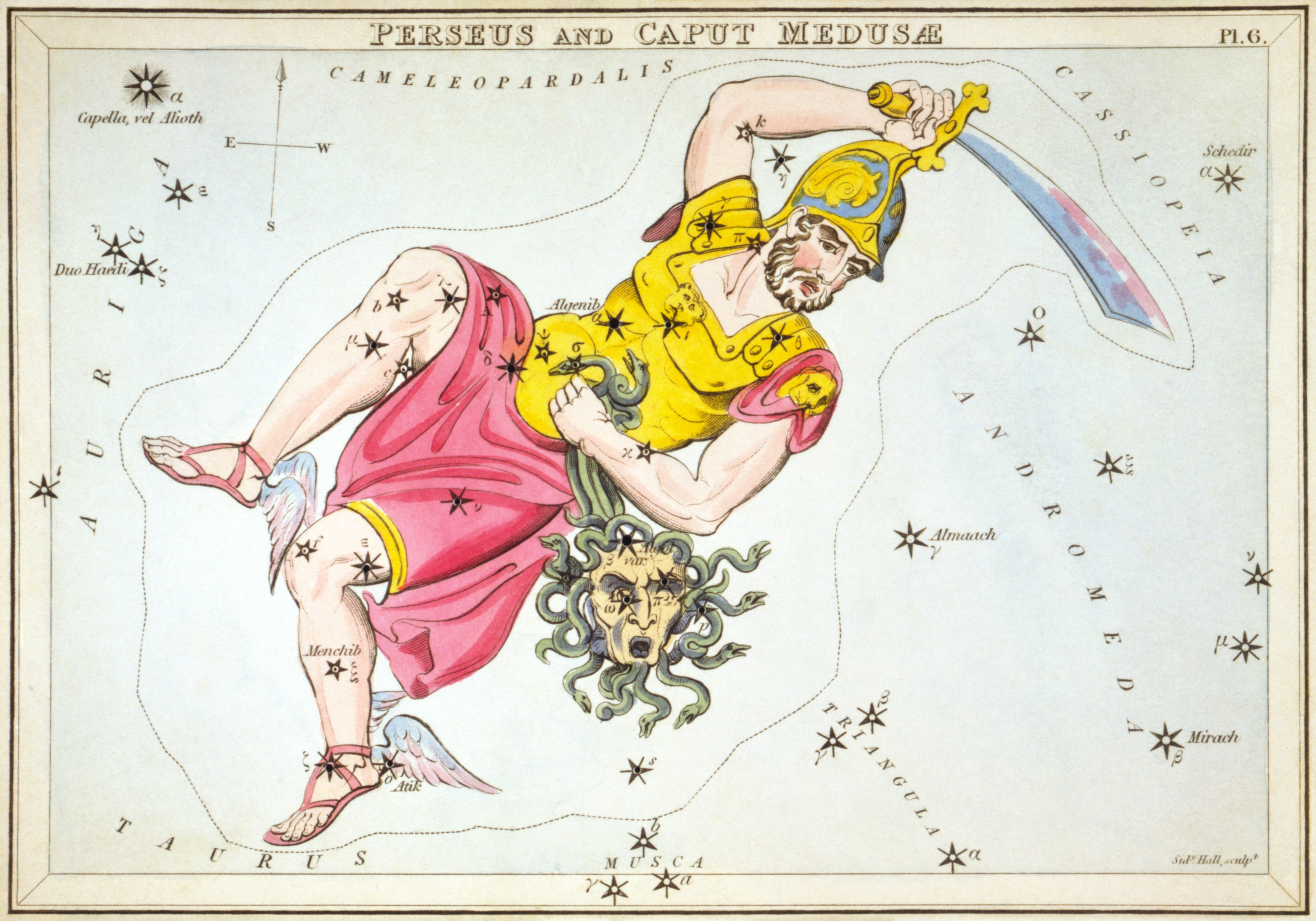
Изображение Персея и головы Горгоны из Urania's Mirror
Расположение звёзд
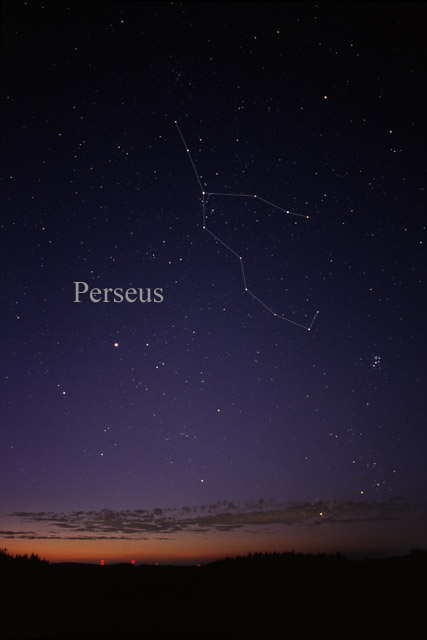
Созвездие, как его видно невооружённым глазом. (вид с территории Америки. Вид с территории России будет аналогичен, но повёрнутым на 90° вправо)

## Примечательные объекты
- h и χ Per, двойное скопление. Эти два рассеянных скопления (NGC 869 и NGC 884 соответственно) расположены на расстоянии более 7000 световых лет и разделены друг от друга расстоянием в несколько сотен световых лет. Число сине-белых гигантских звёзд в них соответственно 300 и 350, а видимая звёздная величина — 4,0m и 3,9m.
- M34. Это рассеянное скопление с видимой яркостью 5,5m расположено на расстоянии около 1400 световых лет и содержит около 100 звёзд, разбросанных на небе по площади, превосходящей площадь полной луны. Истинный диаметр этого скопления около 14 световых лет. M34 можно увидеть даже в хороший бинокль, но наилучшая видимость достигается при использовании телескопа с небольшим увеличением.
- М76. Эта планетарная туманность также называется Малая гантель. Её размер составляет около 65 угловых секунд, видимая звёздная величина — 10,1m.
- NGC 1499. Эмиссионная туманность, также называемая Калифорния, была открыта 1884—1885 годах американским астрономом Эдвардом Барнардом. В связи с крайне малой яркостью поверхности она является крайне сложным объектом для визуальных наблюдений.

## История
Древнее созвездие. Включено в каталог звёздного неба Клавдия Птолемея «Альмагест».
Мифологический Персей — это главный герой одного из самых знаменитых древнегреческих мифов. Созвездие Персей, представленное слабыми, но всё же видимыми невооружённым глазом звёздами, выглядит мужчиной, который держит на некотором отдалении от себя круглый предмет. Окружающие созвездия Кассиопея, Цефей, Пегас и Андромеда расположены так, что они образовывают сюжетную группу одного из мифов, связанных с Персеем. Несколько в стороне находится созвездие Кит, названное по имени чудовища, также присутствовавшего в этом мифе.
Персей был сыном смертной Данаи и бога Зевса. Он должен был достать голову Горгоны Медузы в качестве свадебного подарка для Диктуса, брата короля острова Сериф Полидекта (на самом деле задание было только уловкой со стороны Диктуса). С небольшой помощью богов Гермеса и Афины он в конце концов смог победить Горгону и получить её голову. После того, как Персей убил Медузу из её тела появились Пегас и Хрисаор. На обратном пути он спас Андромеду (дочь Кефея и Кассиопеи, короля и королевы Эфиопии) от морского чудовища убив его своим алмазным мечом. Персей и Андромеда поженились и у них родилось шесть детей. В небе Персей находится возле созвездий Андромеды, Кефея, Кассиопеи (матери Андромеды), Кита и Пегаса.